# Amor Fati
Amor Fati drugi je studijski album norveškog avangardnog metal sastava Peccatum. Album je u jesen 2000. godine objavila diskografska kuća Candlelight Records.

## Popis pjesama
| 1.    | »One Play. No Script.«            | Ihriel | Ihsahn         | 5:10 |
| 2.    | »No Title for a Cause«            | Ihsahn | Ihriel, Ihsahn | 4:05 |
| 3.    | »Murder«                          | Ihriel | Ihsahn         | 5:59 |
| 4.    | »A Game Divine?«                  | Ihsahn | Ihriel, Ihsahn | 7:26 |
| 5.    | »Untitled« (instrumental)         |        |                | 2:02 |
| 6.    | »Rise, Ye Humans«                 | Ihriel | Ihriel         | 4:46 |
| 7.    | »Between the Living and the Dead« | Ihriel | Ihriel         | 6:12 |
| 8.    | »Untitled« (instrumental)         |        |                | 2:09 |
| 9.    | »The Watcher's Mass, Part I«      | Ihriel | Ihriel         | 2:59 |
| 10.   | »The Watcher's Mass, Part II«     | Ihriel | Ihriel         | 3:37 |
| 44:25 |                                   |        |                |      |

## Zasluge
Peccatum
- Ihriel – vokali, klavijature, elektronika, programiranje, inženjer zvuka
- Ihsahn – vokali, gitara, bas-gitara, klavijature, programiranje, inženjer zvuka
- Lord PZ – vokali

Dodatni glazbenici
- Per Eriksen – bubnjevi, udaraljke

Ostalo osoblje
- Thorbjørn Akkerhaugen – produkcija, miksanje, inženjer zvuka
- Tom Kvålsvoll – mastering
- Kari Stai – naslovnica, dizajn
- Henning Lystad – naslovnica, dizajn
- Morten Andersen – fotografija (sastava)
- Peter Leu – fotografija (maske)
- Kaia Lia Solberg – koprodukcija (vokala)